# Xanthorhoe constricta
Xanthorhoe constricta là một loài bướm đêm trong họ Geometridae.